# 风机叶片
风机叶片，是风力发电机的核心部件之一，约占风机总成本的15%-20%，它设计的好坏将直接关系到风机的性能以及效益。
1888年美国人Charles F. Brush建造了第一台用于发电的风机，其风机叶片采用平板设计，效率较低。1891年丹麦人Poul LaCour在设计风机叶片时，引入了空气动力学概念，从而开创了风机叶片更为科学的设计方法。经过百年来的发展，风机叶片不论从结构、造型，还是制造材料都发生了极大的改变。随着风机单机装机容量的增加，风机叶片的直径也不断上升。据数据统计显示，风机叶片直径每增大6%，风能利用率可增加约12%。现有的2百萬瓦(MW)风机叶片直径可达80m。然而风机叶片直径的增大也会带来制造方面的困难，同时叶片的运输安装成本也将大大提升。

## 组成结构
- 外壳：风机叶片的两个半壳，通常具有较复杂的空气动力学造型。
- 腹板：又叫内部梁，主要用于支撑叶片外壳，并承担叶片所受到的弯曲载荷，腹板常采用工字梁结构以减轻重量。
- 梁帽：用于连接腹板和叶片外壳
- 挡雨环：安装于叶根处，用于防止雨水流入风机
- 人孔盖：用于连接叶片与风机主轴
- 避雷系统：由于风机较为高大且处于空旷地带，而雷击也是造成风机损坏的一大原因，因此避雷对于风机非常重要

## 制造材料
风机叶片对材料要求很高，不仅需要具有较轻的重量，还需要具有较高的强度、抗腐蚀、耐疲劳性能，因此现在的风机厂商广泛采用复合材料制造风机叶片，复合材料占整个风机叶片的比重甚至高达90%。叶片制造材料由最初的亚麻布蒙着木板发展至钢材、铝合金，而鈦合金也是十分良好的選擇，直至目前的复合材料。现在的风机厂商在制造风机叶片时，叶片外壳常采用玻璃纤维增强树脂，叶尖、叶片主梁则采用强度更高的碳纤维，前缘、后缘以及剪切勒部位常采用夹层结构复合材料（即“三明治夹芯”材料）。